# باول باركر
باول باركر (15 يناير 1956 في زيمبابوي - ) (بالإنجليزية: Paul Parker)‏ هو لاعب كريكت بريطاني. شارك مع منتخب إنجلترا للكريكت. أما مع النوادي، فقد لعب مع نادي مقاطعة دورهام للكريكت ‏ ونادي مقاطعة ساسكس للكركيت ‏ ونادي مارليبون للكريكت ‏ وفريق كوازولو ناتال للكريكت ‏ ونادي جامعة كامبريدج للكريكيت ‏.

## وصلات خارجية
- باول باركر على موقع إي آس بي آن كريك إنفو (الإنجليزية)